# Philoponella arizonica
Philoponella arizonica är en spindelart som först beskrevs av Willis J. Gertsch 1936.  Philoponella arizonica ingår i släktet Philoponella och familjen krusnätsspindlar. Inga underarter finns listade i Catalogue of Life.